# Подвезько Михайло Леонтійович
Подвезько Михайло Леонтійович (14 листопада 1901, Рябушки, Сумська область — 30 грудня 1978, Київ) — український лексикограф, автор перших великих двомовних англо-українських словників.

## Життєпис
Михайло Подвезько народився 14 листопада 1901 року в селі Рябушки (нині село Лебединського району Сумської області). У 1935 році Подвезько закінчив Український інститут лінгвістичної освіти у Харкові.
З 1935 по 1941 рік молодий лінгвіст викладав англійську мову в середніх школах і вузах Києва, а з 1941 по 1944 роки — Кварелі та Кутаїсі. З 1945 року і до смерті — на редакторській і лексикографічній роботі.
1948 року вийшов друком перший Англо-український словник на 50 тисяч слів, укладений Подвезьком. 1959 року цей же автор опублікував шкільний англо-український словник на 25 тисяч слів. На той час Михайло Леонтійович очолював у видавництві «Радянська школа» редакцію іноземних мов. У 1952 році це видавництво опублікувало українсько-англійський словник на 65 тисяч слів, автором якого вказано Михайла Подвезька. У 1988 році цей словник без будь-яких змін щодо правопису чи доповнень перевидав в Едмонтоні Канадський інститут українських студій. На його ж основі укладено шкільний англо-український словник на 20 тисяч слів 1978 року, який перевидавався у 1984, 1991 та 1994 роках.